# Taraxacum japonicum
Taraxacum japonicum là một loài thực vật có hoa trong họ Cúc. Loài này được Koidz. miêu tả khoa học đầu tiên năm 1924.

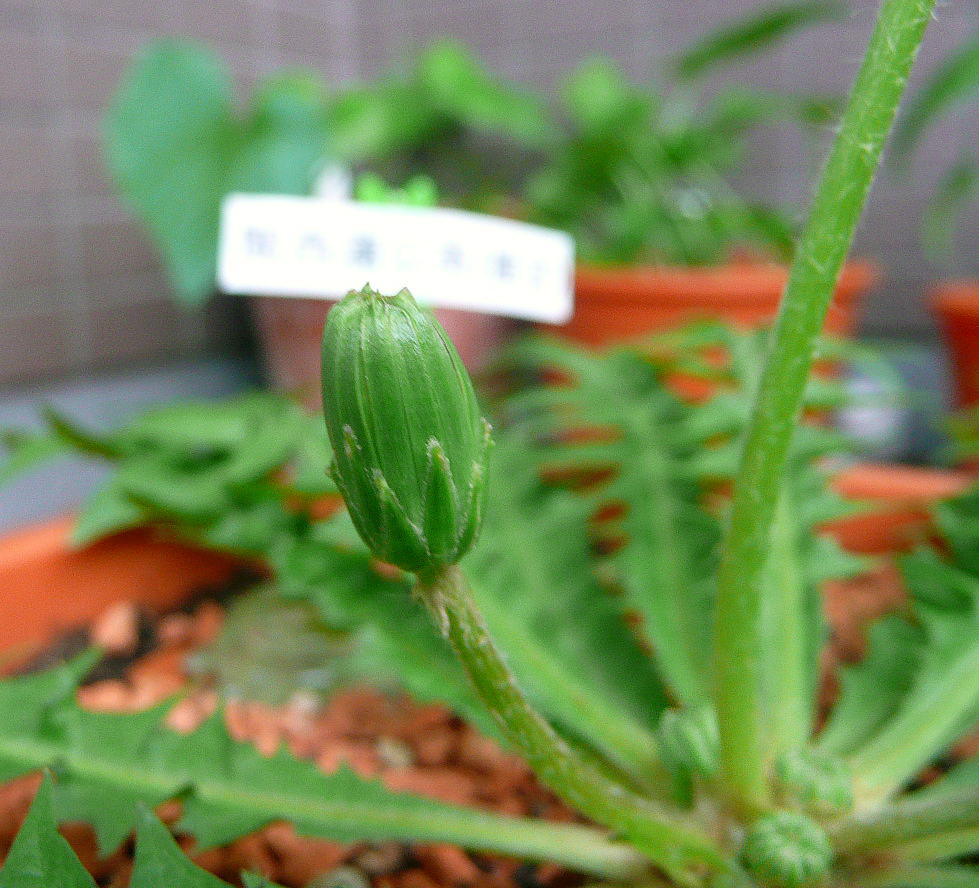
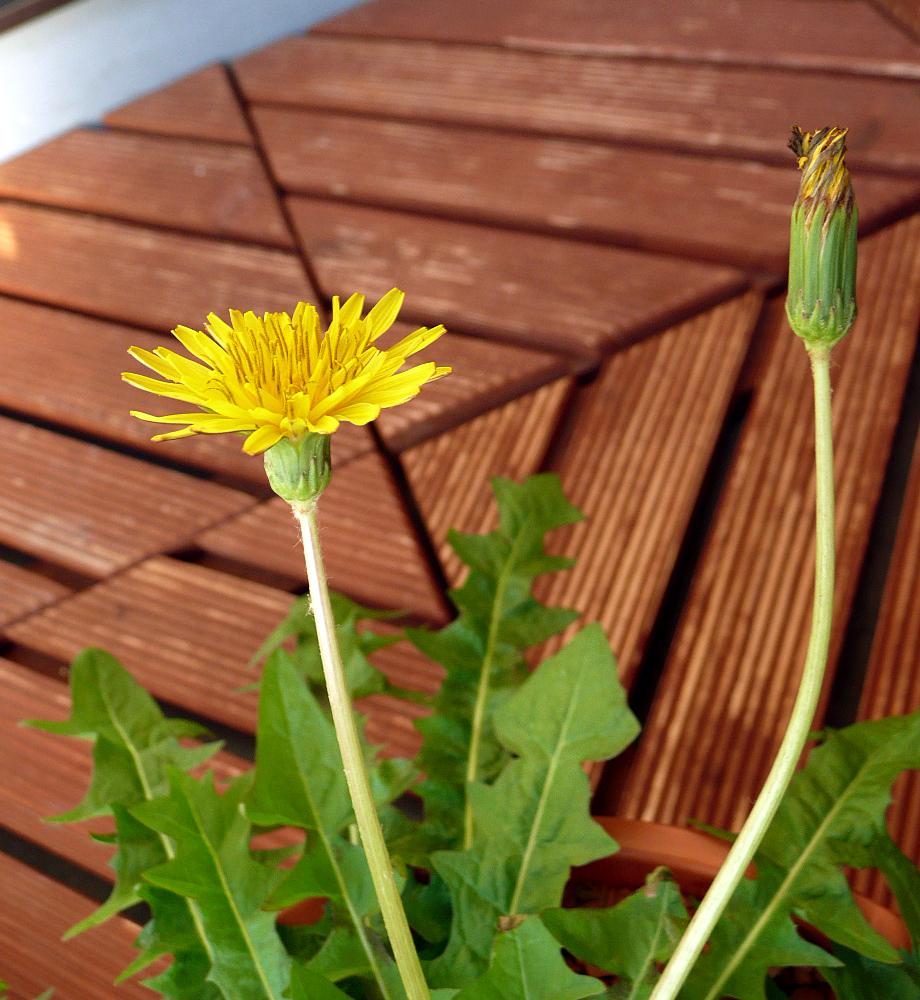
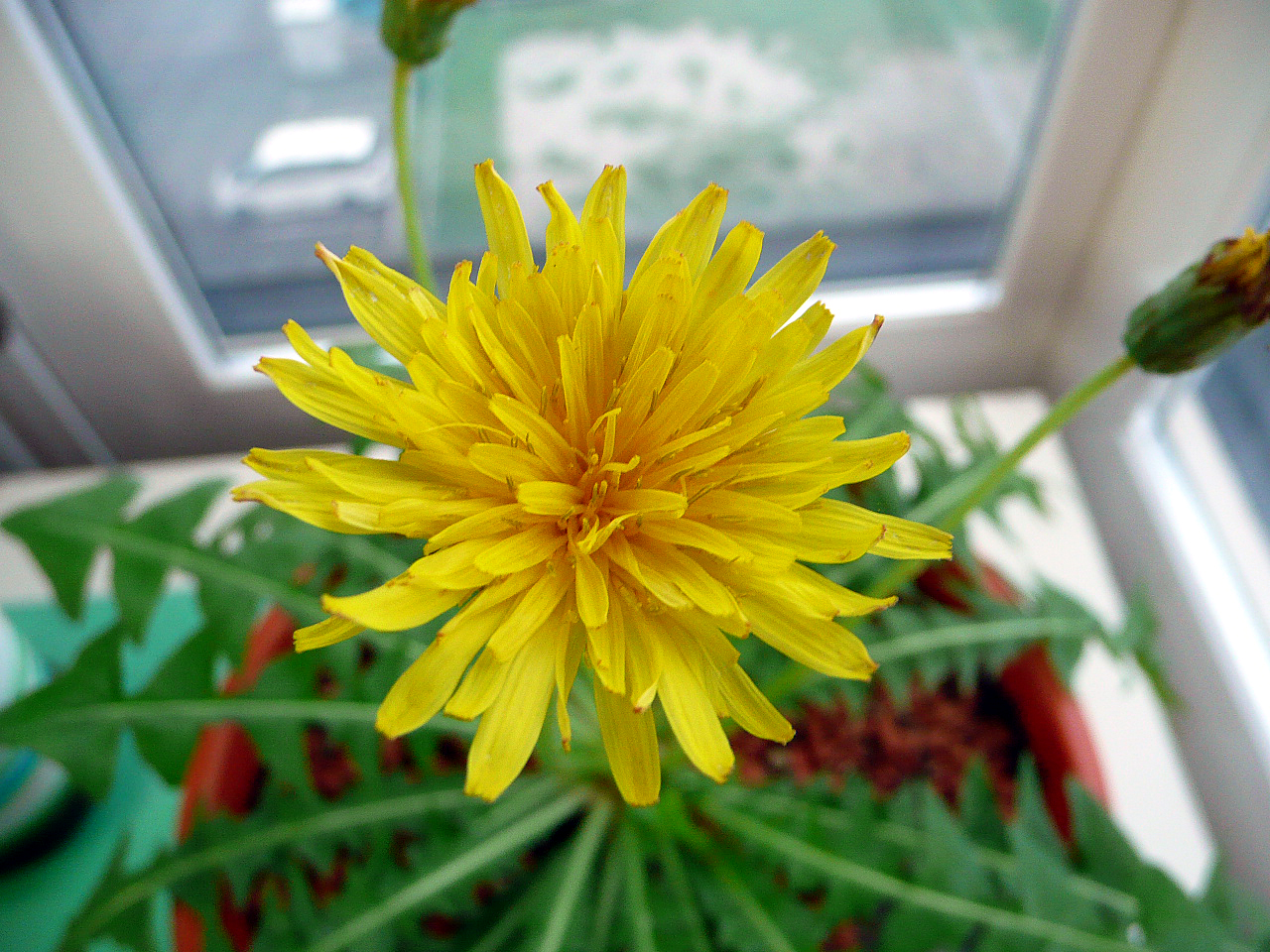
Hoa Taraxacum japonicum có ít cánh hoa hơn hoa Taraxacum officinale.